# Nummer-et hits i Danmark i 2011
Nummer-et hits i Danmark i 2011 er en liste over de singler der lå nummer et på den danske singlehitliste i 2011. Den var udarbejdet af International Federation of the Phonographic Industry og Nielsen Soundscan, og udgivet af Billboard i "Hits of the World"-sektionen.

## Historie
| Dato          | Sang                                  | Kunstner                                   | Kilde  |
| ------------- | ------------------------------------- | ------------------------------------------ | ------ |
| 7. januar     | "Sjus"                                | Kato feat Ida Corr, Camille Jones, Johnson | [ 2 ]  |
| 14. januar    | "Det burde ikk være sådan her"        | Xander                                     | [ 3 ]  |
| 21. januar    | "Hold It Against Me"                  | Britney Spears                             | [ 4 ]  |
| 28. januar    | "Out of It"                           | Fallulah                                   | [ 5 ]  |
| 4. februar    | "Out of It"                           | Fallulah                                   | [ 6 ]  |
| 11. februar   | "Out of It"                           | Fallulah                                   | [ 7 ]  |
| 18. februar   | "Grenade"                             | Bruno Mars                                 | [ 8 ]  |
| 25. februar   | "Grenade"                             | Bruno Mars                                 | [ 9 ]  |
| 4. marts      | "Mod solnedgangen"                    | Nik & Jay                                  | [ 10 ] |
| 11. marts     | "Mod solnedgangen"                    | Nik & Jay                                  | [ 11 ] |
| 18. marts     | "Jeg vil altid (elske dig for evigt)" | Jokeren                                    | [ 12 ] |
| 25. marts     | "Mod solnedgangen"                    | Nik & Jay                                  | [ 13 ] |
| 1. april      | "Min øjesten"                         | Sarah                                      | [ 14 ] |
| 8. april      | "Min øjesten"                         | Sarah                                      | [ 15 ] |
| 15. april     | "Min øjesten"                         | Sarah                                      | [ 16 ] |
| 22. april     | "Min klub først"                      | Rosa Lux feat. Alberte                     | [ 17 ] |
| 29. april     | "Party Rock Anthem"                   | LMFAO feat. Lauren Bennett og GoonRock     | [ 18 ] |
| 6. maj        | "Dybt vand"                           | Svenstrup & Vendelboe feat. Nadia Malm     | [ 19 ] |
| 13. maj       | "Mr. Saxobeat"                        | Alexandra Stan                             | [ 20 ] |
| 20. maj       | "Mr. Saxobeat"                        | Alexandra Stan                             | [ 21 ] |
| 27. maj       | "Klaus Pagh"                          | Suspekt                                    | [ 22 ] |
| 3. juni       | "The Lazy Song"                       | Bruno Mars                                 | [ 23 ] |
| 10. juni      | "For altid"                           | Medina                                     | [ 24 ] |
| 17. juni      | "For altid"                           | Medina                                     | [ 25 ] |
| 24. juni      | "For altid"                           | Medina                                     | [ 26 ] |
| 1. juli       | "Loca People"                         | Sak Noel                                   | [ 27 ] |
| 8. juli       | "Loca People"                         | Sak Noel                                   | [ 28 ] |
| 15. juli      | "Loca People"                         | Sak Noel                                   | [ 29 ] |
| 22. juli      | "Loca People"                         | Sak Noel                                   | [ 30 ] |
| 29. juli      | "Loca People"                         | Sak Noel                                   | [ 31 ] |
| 5. august     | "Loca People"                         | Sak Noel                                   | [ 32 ] |
| 12. august    | "Moves Like Jagger"                   | Maroon 5 feat. Christina Aguilera          | [ 33 ] |
| 19. august    | "Moves Like Jagger"                   | Maroon 5 feat. Christina Aguilera          | [ 34 ] |
| 26. august    | "Moves Like Jagger"                   | Maroon 5 feat. Christina Aguilera          | [ 35 ] |
| 2. september  | "I mine øjne"                         | Rasmus Seebach                             | [ 36 ] |
| 9. september  | "I mine øjne"                         | Rasmus Seebach                             | [ 37 ] |
| 16. september | "I mine øjne"                         | Rasmus Seebach                             | [ 38 ] |
| 23. september | "Fugt i fundamentet"                  | Nik & Ras feat. Pharfar and Burhan G       | [ 39 ] |
| 30. september | "Synd for dig"                        | Medina                                     | [ 40 ] |
| 7. oktober    | "We Found Love"                       | Rihanna feat. Calvin Harris                | [ 41 ] |
| 14. oktober   | "We Found Love"                       | Rihanna feat. Calvin Harris                | [ 42 ] |
| 21. oktober   | "We Found Love"                       | Rihanna feat. Calvin Harris                | [ 43 ] |
| 28. oktober   | "We Found Love"                       | Rihanna feat. Calvin Harris                | [ 44 ] |
| 4. november   | "We Found Love"                       | Rihanna feat. Calvin Harris                | [ 45 ] |
| 11. november  | "Geronimo"                            | Aura Dione                                 | [ 46 ] |
| 18. november  | "Geronimo"                            | Aura Dione                                 | [ 47 ] |
| 25. november  | "Geronimo"                            | Aura Dione                                 | [ 48 ] |
| 2. december   | "We Found Love"                       | Rihanna feat. Calvin Harris                | [ 49 ] |
| 9. december   | "Kl. 10"                              | Medina                                     | [ 50 ] |
| 16. december  | "Kl. 10"                              | Medina                                     | [ 51 ] |
| 23. december  | "Kl. 10"                              | Medina                                     | [ 52 ] |
| 30. december  | "Kl. 10"                              | Medina                                     | [ 53 ] |